# Роберт Гулд Шоу III
Роберт Гулд "Боббі" Шоу III ((англ. Robert Gould Shaw III) 18 серпня 1898 — 10 липня 1970) — англійський аристократ, що народився та походить з Америки. Він був єдиним сином Ненсі Вітчер Лангхорн, першої жінки, що стала депутатом Палати громад, та Роберта Гулда Шоу II, землевласника та соціаліста. Після розлучення батьків у 1903 році, він переїхав до Англії зі своєю матір'ю, яка пізніше вийшла заміж за Уолдорфа Астор, 2-го Віконта Астора.

## Біографія
Роберт Гулд Шоу III народився 18 серпня 1898 року в Беверлі, штат Массачусетс. По лінії його батька, він був онуком інвестора Квінсі Адамс Шоу та родичем полковника Роберта Гулда Шоу. Його бабуся і дідусь по материнській лінії були залізничним мільйонером Чісвелом Дабні Лангхорном і Ненсі Вітчер Лангхорном.
Батько Роберта Гулда Шоу III мав обмежену роль у його житті, тому що мав проблемні стосунки зі своєю дружиною (був залежним від алкоголю та часто зраджував). Його батьки розлучилися в 1903 році, і в 1904 році він переїхав до Англії з матір'ю, де вона вийшла заміж за Уолдорфа Астора, з яким у неї було ще п'ять дітей, у тому числі Вільям Астор, 3-й Віконт Астор.
Після переїзду до Англії Роберт Гулд Шоу III отримав освіту в Шрусбері. Також був на короткотривалій службі у гвардії, але його зростаюча залежність від алкоголізму спричинила великі проблеми. 
Роберт Гулд Шоу III ще з раннього віку мав суїцидальні нахили. У 1931 році він був ув'язнений на шість місяців за содомію ("гомосексуальні злочини"). Його алкоголізм, справа Профумо, смерть матері і смерть його брата Вільяма в 1966 році, збільшили його суїцидальні тенденції. 10 липня 1970 року Роберт Гулд Шоу III покінчив життя самогубством у віці 71 року. 
Джон Сінгер Сарджент створив портрет Шоу 1923 року в його військовій формі. Його мати віддала портрет Альфреду Едуарду Гуді, колекціонеру мистецтва та партнеру Шоу, і пізніше його продали в Англії в 2011 році за £ 23,000.